# Phumosia violacea
Phumosia violacea este o specie de muște din genul Phumosia, familia Calliphoridae. A fost descrisă pentru prima dată de Seguy în anul 1925. Conform Catalogue of Life specia Phumosia violacea nu are subspecii cunoscute.